# 2010年舟曲泥石流灾害
33°47′N 104°22′E / 33.783°N 104.367°E
2010年舟曲泥石流灾害发生在位于中华人民共和国甘肃省甘南藏族自治州的舟曲县，2010年8月7日，持续40多分钟的暴雨使得土石冲进县城，并截断两条河流，形成堰塞湖。搜索至8月27日停止。中国官方数据显示此次灾害共造成1557人死亡，208人失踪。此次灾害是中华人民共和国历史上最重大洪涝灾害之一。

## 灾害详情

### 形成过程
据甘南藏族自治州州长毛生武介绍，2010年8月7日22点，当地发生强降雨（暴雨持续约40分钟），2个小时后的8月8日0时县城便遭受泥石流灾害。

### 受灾状况
据甘肃省政府网站消息，截至8日11时，舟曲县特大灾害灾造成县城由北向南5公里长、500米宽区域被夷为平地。 媒体报道，被夷为平地的，已知包含一所小学，但不知是否有住校生。 一村庄300户房屋被掩埋，几乎无人逃生。 县城被淹，5万人受灾。8月8日，泥石流已致127人死亡1294人失踪。
而舟曲县一位匿名居民告诉财新网记者，在8月7日夜晚，已有当地居民遇难，尸体落入白龙江顺流而下，为统计工作带来麻烦。

### 次生灾害
泥石流堵塞河流形成堰塞湖，舟曲县城水淹至3楼， 被淹面积占全县城的2/3。原本完整的街道，在被大水浸泡后，下边开始冒气泡，较为危险。
8月11日晚，舟曲境内普降的大雨再次引发山洪泥石流，45000余方泥石流致使舟曲灾区“生命线”——两河口至舟曲公路南峪大滑坡段交通完全中断。强降雨造成舟曲又有3人失踪，并造成新的堰塞湖。

### 救助
2010年8月10日，中共中央政治局常务委员会召开会议，全面部署甘肃省甘南藏族自治州舟曲县特大山洪泥石流灾害抢险救援工作，中共中央总书记胡锦涛主持会议。

### 灾害原因
中国科学院的专家认为，由于当地的特殊地质构造、地形地貌和气象水文条件，舟曲县所处的白龙江河谷地带是中国滑坡泥石流最为发達的地区之一，在1997年即有国内的专家公开提出过警告。 这次泥石流的主要固体物质来源于1879年甘肃文县大地震后的崩塌滑坡堆积物。在2008年就有地质工作者警告舟曲地区存在发生泥石流的危险，而且当年就发生了60多起山体滑坡事件，只是没有人员死亡。尽管如此，当地政府还是没有采取应有的防范措施。 1997年专门对当地泥石流问题做过全面勘察的泥石流专家马东涛认为，舟曲县泥石流主要是水文气象、地形地貌和地质环境条件决定的。人类对生态环境的活动对泥石流形成影响相对较小。中国地质环境监测院周平根博士认为舟曲地区的开发导致的森林、植被遭到破坏，在连日暴雨的作用下灾害必然发生。美国AATA国际环境评估机构的王平博士认为虽然地形、岩石性质和气候的影响确实决定了地质灾害的潜在威胁，但是过度开发导致的环境破坏是地质灾害的主要原因。
腾讯网绿色频道采访了地质专家、横断山研究会首席科学家杨勇，他估计本次灾害主要有以下4个原因：
1. 此次持续40分钟的降雨有成为本次灾害的主要原因的可能性。
2. 不稳定的地质结构，而灾害预防未得到足够重视。
3. 大型工程的工程建设废渣被沿途随意倾倒，遇强降雨很容易垮塌并被冲进河道，造成河流泄洪受阻。
4. 白龙江上游兴建了一些大型水利工程项目，这些工程的开挖施工使得当地地质结构更加松动，非常容易诱发泥石流等次生灾害。

地质专家杨勇呼吁：
1. 一定要对极端天气下的灾后次生灾害的预防工作引起足够的重视，采取相应的防范措施
2. 一定要规范地质活跃带上的工程施工
3. 在城市速度发展的同时，也要加强城市的基础设施建设，提高城市的防洪排洪能力

除了中国政府所说由于地质、气象和较早前发生的地震震松了山体，而连日的暴雨将松散的山体冲刷下来，再加上舟曲的地理位置位于山坳下部等自然因素导致此次灾难以外，有分析说，还有破坏生态环境的人为因素存在。

### 伤亡及善后
- 无法确认遇难者身份的遗体，公安部门对遗体提取可供DNA检验的检材，遗体由民政部门火化或埋葬。[23]
- 有村民指出火化费太贵。[24]

## 輿論
香港援建了一家社会福利院，一直未建成，2013年4月24日在香港立法會財務委員會上被黃毓民議員聲討，又指四川政府仍未交出2008年汶川大地震香港援建項目的帳目審計，香港資助的四川綿陽紫荊民族中學在2012年被擅自拆除改建成「万达广场商住综合工程」，大大打擊香港對中國制度的信心。天水市侨务办馬上到現場督查，發新闻稿指福利院在2012年3月15日才施工，预计2013年6月竣工。黃毓民質疑捐款的發言在中國微博上熱傳，影片在中國優酷網一周內有237萬觀看並90%讚好，《環球時報》海外版承認微博上普遍都贊同黃毓民，儘管小部分人感到冒犯。

## 哀悼
- 2010年8月13日，甘肃省人民政府发布公告，决定于8月15日举行全省哀悼活动，所有公共场所下半旗志哀，停止一切公共娱乐活动。[33]
- 2010年8月14日，中华人民共和国国务院发布公告，为表达全国各族人民对甘肃舟曲特大山洪泥石流遇难同胞的深切哀悼，决定2010年8月15日举行全国哀悼活动，全国和驻外使领馆下半旗志哀，停止公共娱乐活动[34]。
中华人民共和国文化部在2010年8月14日发出紧急通知：禁止一切公众娱乐，违禁者将依法受到查处。[35][36]
部分中国民众对当局强制性哀悼措施表示不满。一些法律界人士对中华人民共和国国务院和文化部禁止各地的公共娱乐活动以及威胁对违禁者予以法办的合法性提出质疑[36]，但此次哀悼日期间并未出现对违禁者予以法办的案例见诸报端。
- 香港特區下半旗致哀，但不禁止公共娱乐。香港政府呼吁市民在这一天以合适的方式表达哀思，但没有要求全港所有公共文化娱乐场所停止一切娱乐活动。香港民主派人士蔡耀昌说，那样的要求既不符合香港法律，也不符合民众的愿望。[36]
- 澳門特區亦下半旗致哀。[37]

## 管制

### 新闻
- 國際記者聯盟声称该组织获悉，中宣部8月8日禁止记者前往甘肃省甘南藏族自治州舟曲县地带采访[38]，并对当局此举表示关注和不满。[18] 而在中国设有常驻记者的外国媒体并未被禁止采访。[39] 但也有媒体在有外国媒体采访当地的情况下，声称官方禁止部分记者到灾区采访，规定只准使用官方通稿，是为防止中国内地媒体出现“负面报道”。[40]

### 交通
- 2010年8月8日，甘肃省公安交通管理部门对通往舟曲的主要道路实施交通管制。[41]